# Марија Петричевић
Марија Петричевић (Ћуприја, 1967) српски је писац, научно-истраживачки радник, новинар, професор Пете београдске гимназије.

## Биографија
Рођена у породици Петричевић пореклом из Дрниша. У Ћуприји завршила ОШ „Ђура Јакшић” (1982) и Гимназију „Данило Димитријевић” (1986). Живи и ради у Београду.

## Образовање
На Филолошком факултету Универзитета у Београду дипломирала је Српски језик и књижевност (1993). На Факултету драмских уметности Универзитета уметности у Београду, стекла звање магистар наука о драмским уметностима из области театрологије – Балетски уметник Милош Ристић, заборављени првак Балета Народног позоришта у Београду (2006). На истом факултету стекла звање доктор наука о драмским уметностима из области студије позоришта – Допринос руске уметничке емиграције формирању и развоју Балета Народног позоришта у Београду (1920–1944) (2015).

## Радна Места
Од 1989. до 2001. радила је као независни и хонорарни новинар (1989−1996) у „Студенту“, Радио Б-92, „Београдском програму“ РТС-а.
Била је уредник „Гласника Српске либералне странке“ и први главни уредник часописа „Либерал“ Српске либералне странке; (1996−1999).
Радила је у „Вечерњим новостима“ – редакцији за културу.
Текстове и интервјуе објављивала и у новинама и часописима: „Борба“, „Глас јавности“, „Српско наслеђе“, „Дуга“, „Глас недеље“, „Глас Црногорца“, „Енигма“, „Врачарски гласник“...
Била је један од уредника у часопису Књижевна реч, Београд, а у оквиру истоименог предузећа и уредник издавачке делатности (1999–2000); члан редакције Књижевних новина (2001–2002).
Књижевне критике и књижевне приказе објављивала у „Вечерњим новостима“ и „Књижевним новинама“.
Од 2001. године ради као професор српског језика и књижевности у Петој београдској гимназији.

## Научни рад
Од 2002. године почела је да објављује и стручне радове с обзиром на то да је интересовање и опредељење усмерила на научно-истраживачки рад. Својим научним радом дала је значајан допринос истраживању историје Балета Народног позоришта у Београду.

## Чланство у организацијама и телима
Члан Удружења књижевника Србије од 2000. године.

## Изабрана библиографија

### Објављене књиге
1. Петричевић, Марија (2020). Руска балетска уметност у Београду (1920–1944). Граматик. ISBN 978-86-6135-172-3.
2. Петричевић, Марија (2008). Кућа у камену. Беокњига. ISBN 978-86-7694-153-7.
3. Петричевић, Марија (2001). Жудња. Просвета. ISBN 86-07-01270-3.
4. Петричевић, Марија (1996). Огледало иза. СКЦ.

### Објављени радови
1. Петричевић, Марија (2021). „Прво организовано гостовање писаца Босне и Херцеговине пред београдском публиком”. Нова Зора. br. 71.
2. Петричевић, Марија (2019). „Марија Мага Магазиновић – педагог и визионар Нове школе у Србији”. Зборник радова са интердисциплинарног научног скупа „Мага Магазиновић: филозофија игре и/или више од игре“ одржаног 6. 10. 2018, Удружење балетских уметника Србије.
3. Петричевић, Марија (2018). „Почетак рада Народног позоришта у Београду на сцени „Касине“ (1918-1920)”. Театрон. br. 184/185.
4. Петричевић, Марија (2017). „Прво гостовање Народног позоришта из Сарајева у Народном позоришту у Београду”. Театрон. br. 178/179.
5. Петричевић, Марија (2016). „Зачеци класичне балетске уметности и утемељење Балета Народног позоришта у Београду (1919/20–1922/23)”. Зборник са скупа „Дани Владе С. Милошевића – Традиција као инспирација“, 17. и 18. април 2015, Универзитет у Бањој Луци – Академија умјетности Бања Лука.
6. Петричевић, Марија (2015). „Балетски уметник Милош Ристић (магистарски рад) први део”. Театрон. br. 170/171.
7. Петричевић, Марија (2015). „Балетски уметник Милош Ристић (магистарски рад) други део”. Театрон. br. 172/173.
8. Петричевић, Марија (2005). „Слика Херцеговине у драмама Светозара Ћоровића и Алексе Шантића”. Зборник радова „Ћоровићеви сусрети“ - научни скуп „Херцеговина и српски језик у историографским и књижевним дјелима 19. и 20. вијека“.
9. Петричевић, Марија (2004). „Први српски устанак у драмама савременика Устанка”. Зборник радова „Ћоровићеви сусрети“ – научни скуп „Одјеци Првог српског устанка у Херцеговини“,17–19. 09. 2004.
10. Петричевић, Марија (2002). „Милош Ристић, заборављена звезда Балета Народног позоришта у Београду,”. Мокрањац. br. 4.
11. Петричевић, Марија (2002). „Појам калокагатије у филозофији -Појам калокагатија у светлу онтолошког тумачења лепог у античкој филозофији (Сократ, Ксенофон, Платон, Аристотел, Плотин)”. Књижевне новине.

### Антологије у којима је заступљена
1. Коцјан, Дарко (1998). Мамихлапинатапеи : збирна антологија најлепших остварења из ужег избора за објављивање у годишњим зборницима са конкурса за кратку причу : 1987-1998. Беографити.
2. Албахари, Давид; Пантић, Михајло; Лазић, Петар (1990). Откуцаји пешчаног сата : [најбоље приче са III конкурса ОЗОН-а]. Досије.